# Nolana filifolia
Nolana filifolia är en potatisväxtart som först beskrevs av William Jackson Hooker och Arn., och fick sitt nu gällande namn av Ivan Murray Johnston. Nolana filifolia ingår i släktet cymbalblommor, och familjen potatisväxter. Inga underarter finns listade i Catalogue of Life.